# Фреслин
Фресли́н (фр. Fresselines) — коммуна во Франции, находится в регионе Лимузен. Департамент коммуны — Крёз. Входит в состав кантона Дён-ле-Палестель. Округ коммуны — Гере.
Код INSEE коммуны — 23087.

## Население
Население коммуны на 2010 год составляло 603 человека.
| 1962 | 1968 | 1975 | 1982 | 1990 | 1999 | 2010 |
| ---- | ---- | ---- | ---- | ---- | ---- | ---- |
| 1189 | 1123 | 983  | 846  | 735  | 672  | 603  |

## Экономика
В 2010 году среди 283 человек трудоспособного возраста (15—64 лет) 182 были экономически активными, 101 — неактивными (показатель активности — 64,3 %, в 1999 году было 66,9 %). Из 182 активных жителей работали 161 человек (84 мужчины и 77 женщин), безработных было 21 (8 мужчин и 13 женщин). Среди 101 неактивных 9 человек были учениками или студентами, 51 — пенсионерами, 41 были неактивными по другим причинам.